# Agnsjön (Älvsåkers socken, Halland)
Agnsjön är en sjö i Kungsbacka kommun i Halland och ingår i Kungsbackaåns huvudavrinningsområde. Sjön är 10,1 meter djup, har en yta på 0,165 kvadratkilometer och är belägen 43 meter över havet.

## Delavrinningsområde
Agnsjön ingår i det delavrinningsområde (638652-128178) som SMHI kallar för Mynnar i Kungsbackaån. Medelhöjden är 63 meter över havet och ytan är 31,3 kvadratkilometer. Räknas de 2 avrinningsområdena uppströms in blir den ackumulerade arean 51,59 kvadratkilometer. Lillån som avvattnar avrinningsområdet har biflödesordning 2, vilket innebär att vattnet flödar genom totalt 2 vattendrag innan det når havet efter 8,8 kilometer. Avrinningsområdet består mestadels av skog (61 procent) och jordbruk (19 procent). Avrinningsområdet har 0,81 kvadratkilometer vattenytor vilket ger det en sjöprocent på 2,6 procent. Bebyggelsen i området täcker en yta av 1,47 kvadratkilometer eller 5 procent av avrinningsområdet.